# Fußball-Weltmeisterschaft 1986/Kanada
Dieser Artikel behandelt die kanadische Fußballnationalmannschaft bei der Fußball-Weltmeisterschaft 1986.

## Qualifikation

### Erste Runde
Da sich Jamaika zurückzog, kam Kanada automatisch in die nächste Runde.

### Zweite Runde
| Kanada    | - | Haiti     | 2:0 | Vrablić 30', Sweeney 41'     |
| Kanada    | - | Guatemala | 2:1 | Mitchell 22' 43' / Gómez 66' |
| Guatemala | - | Kanada    | 1:1 | Pérez 42' / Mitchell 39'     |
| Haiti     | - | Kanada    | 0:2 | Mitchell 14', Vrablić 56'    |

### Finalrunde
| Kanada     | - | Costa Rica | 1:1 | James 58' / Williams 12'                |
| Honduras   | - | Kanada     | 0:1 | Pakos 58'                               |
| Costa Rica | - | Kanada     | 0:0 |                                         |
| Kanada     | - | Honduras   | 2:1 | Pakos 15', Vrablić 61' / Betancourt 49' |

## Kanadisches Aufgebot
| Nr.               | Name             | Verein vor WM-Beginn | Geburtstag | Spiele   | Tore     | Gelbe Karte | Rote Karte |
| Torhüter          | Torhüter         | Torhüter             | Torhüter   | Torhüter | Torhüter | Torhüter    | Torhüter   |
| ----------------- | ---------------- | -------------------- | ---------- | -------- | -------- | ----------- | ---------- |
| 1                 | Tino Lettieri    | Minnesota Strikers   | 27.09.1957 | 2        | 0        | 0           | 0          |
| 21                | Sven Habermann   | Kein Verein          | 03.11.1961 | 0        | 0        | 0           | 0          |
| 22                | Paul Dolan       | Edmonton Brickmen    | 16.04.1966 | 1        | 0        | 0           | 0          |
| Abwehrspieler     |                  |                      |            |          |          |             |            |
| 2                 | Bob Lenarduzzi   | Tacoma Stars         | 01.05.1955 | 3        | 0        | 1           | 0          |
| 3                 | Bruce Wilson     | Kein Verein          | 20.06.1951 | 3        | 0        | 0           | 0          |
| 5                 | Terry Moore      | FC Glentoran         | 02.06.1958 | 0        | 0        | 0           | 0          |
| 6                 | Ian Bridge       | FC La Chaux-de-Fonds | 18.09.1959 | 3        | 0        | 0           | 0          |
| 12                | Randy Samuel     | Kein Verein          | 23.12.1963 | 3        | 0        | 0           | 0          |
| 20                | Colin Miller     | Glasgow Rangers      | 04.10.1964 | 0        | 0        | 0           | 0          |
| Mittelfeldspieler |                  |                      |            |          |          |             |            |
| 4                 | Randy Ragan      | Kein Verein          | 07.06.1959 | 3        | 0        | 0           | 0          |
| 8                 | Gerry Gray       | Chicago Sting        | 02.05.1962 | 2        | 0        | 0           | 0          |
| 11                | Mike Sweeney     | Cleveland Force      | 25.12.1959 | 2        | 0        | 1           | 1          |
| 13                | George Pakos     | Victoria Athletic    | 12.12.1956 | 1        | 0        | 0           | 0          |
| 15                | Paul James       | Kein Verein          | 11.11.1963 | 3        | 0        | 0           | 0          |
| 16                | Greg Ion         | Kein Verein          | 12.12.1963 | 0        | 0        | 0           | 0          |
| 17                | David Norman     | Tacoma Stars         | 02.05.1962 | 3        | 0        | 0           | 0          |
| 18                | Jamie Lowery     | Kein Verein          | 15.01.1961 | 1        | 0        | 0           | 0          |
| 19                | Pasquale de Luca | Cleveland Force      | 15.01.1961 | 0        | 0        | 0           | 0          |
| Stürmer           |                  |                      |            |          |          |             |            |
| 7                 | Carl Valentine   | Cleveland Force      | 04.07.1958 | 3        | 0        | 0           | 0          |
| 9                 | Branko Šegota    | San Diego Sockers    | 29.04.1959 | 3        | 0        | 0           | 0          |
| 10                | Igor Vrablić     | RFC Seraing          | 19.07.1965 | 2        | 0        | 0           | 0          |
| 14                | Dale Mitchell    | Tacoma Stars         | 21.04.1958 | 1        | 0        | 0           | 0          |
| Trainer           |                  |                      |            |          |          |             |            |
|                   | Tony Waiters     |                      | 02.02.1937 |          |          |             |            |

## Spiele der kanadischen Mannschaft

### Vorrunde
- Frankreich –  Kanada 1:0 (0:0)

Stadion: Estadio Nou Camp (León)
Zuschauer: 36.000
Schiedsrichter: Silva (Chile)
Tore: 1:0 Papin (79.)
- Kanada –  Ungarn 0:2 (0:1)

Stadion: Estadio Sergio León Chávez (Irapuato)
Zuschauer: 14.000
Schiedsrichter: al-Sharif (Syrien)
Tore: 0:1 Esterházy (2.), 0:2 Détári (75.)
- Kanada –  Sowjetunion 0:2 (0:0)

Stadion: Estadio Sergio León Chávez (Irapuato)
Zuschauer: 14.200
Schiedsrichter: Traoré (Mali)
Tore: 0:1 Blochin (58.), 0:2 Sawarow (75.)